# 亚甲基丙二腈
亚甲基丙二腈是一种有机化合物，化学式为C4H2N2，它是丁烯二腈的同分异构体。它可由甲醛和丙二腈在催化下反应制得。

## 反应
亚甲基丙二腈和氯气的三氯甲烷溶液反应，可以得到(氯甲基)氯丙二腈。